# Úrvalsdeild
La Besta deild karla (letteralmente "Miglior lega maschile") è la massima divisione del campionato islandese di calcio. Fu denominata per ragioni di sponsorizzazione Pepsideild karla (La lega della Pepsi in italiano) dal 27 aprile 2009 fino al 2022 si svolge generalmente in primavera e in estate (da maggio a settembre) a causa dei rigidi inverni islandesi. Gestita dalla Knattspyrnusamband Íslands (Federazione calcistica dell'Islanda), ha una formula che prevede 12 squadre che si affrontano a turno nel girone di andata (orientativamente disputato tra maggio e luglio) e nel girone di ritorno (tra luglio e settembre). Secondo il ranking UEFA, è il 35º campionato più competitivo d'Europa.

## Storia
Il primo torneo fu organizzato nel 1912 e vi parteciparono solamente tre squadre; vinse il KR Reykjavík, ancora oggi la squadra più titolata e famosa del paese. In particolare, la città di Reykjavík riuscì, con le sue squadre (lo stesso KR, il Valur, il Fram ed il Vikingur), a mantenere il titolo nelle sue mani fino al 1951, quando a imporsi fu l'ÍA di Akranes; e solo recentemente il campionato ha visto emergere nuove forze provenienti da altre parti dell'isola: nel 1989 vinse l'Akureyri proveniente dall'omonima città, nel 1997 e nel 1998 campione d'Islanda fu l'ÍBV di Vestmannaeyjar, con l'FH Hafnarfjörður di Hafnarfjörður più volte vincitore negli ultimi anni, mentre nel 2010 il titolo è andato per la prima volta al Breiðablik della città di Kópavogur.
Il campionato islandese non conobbe mai soste, in quanto le tragedie della prima e della seconda guerra mondiale non sconvolsero la vita e le attività dell'isola nordica.

## Formato
Ad oggi l'Úrvalsdeild è formata da un girone unico di dodici squadre che si affrontano in gare di andata e ritorno; per ogni gara, vengono assegnati tre punti alla squadra vittoriosa, zero alla squadra sconfitta e un punto a testa in caso di pareggio. Al termine della stagione regolare, le squadre vengono divise in due gruppi: le prime sei formano un nuovo girone e competono per il titolo, mentre le ultime sei lottano per non retrocedere. La squadra prima nel girone per il titolo vince il titolo di Campione d'Islanda, mentre le ultime due squadre del girone per la salvezza vengono retrocesse in seconda divisione ("1. deild karla").
La squadra campione di Islanda ha il diritto a partecipare alla UEFA Champions League partendo dal secondo turno di qualificazione. La squadra classificata al secondo è invece ammessa alla UEFA Europa Conference League partendo dal primo turno di qualificazione.
La vincitrice della Coppa nazionale è ammessa alla UEFA Europa Conference League partendo dal secondo turno di qualificazione.

## Le squadre
Sono 31 le squadre che hanno partecipato al campionato di Úrvalsdeild dal 1912 al 2025 (in grassetto).
- 111 volte:  KR Reykjavík
- 105 volte:  Valur
- 97 volte:  Fram Reykjavík
- 75 volte:  Víkingur
- 71 volte:  ÍA Akraness
- 55 volte:  Keflavík
- 54 volte:  ÍBV Vestmannæyja
- 44 volte:  FH Hafnarfjörður
- 40 volte:  Breiðablik
- 26 volte:  Fylkir
- 23 volte:  KA Akureyri,  Stjarnan
- 20 volte:  Grindavík,  ÍBA Akureyri
- 19 volte:  Þróttur
- 17 volte:  Þór
- 8 volte:  Fjölnir,  KS/Leiftur
- 7 volte:  HK Kópavogur
- 5 volte:  Vestri[3]
- 4 volte:  Víðir Garði
- 3 volte:  Leiknir,  Víkingur Ólafsvík
- 2 volte:  Haukar,  ÍH,  Selfoss,  Völsungur
- 1 volta:  Afturelding,  Grótta,  ÍR Reykjavík,  Skallagrímur

## Albo d'oro
Viene riportato l'albo d'oro del campionato dal 1912.
- 1912  KR Reykjavík (1)
- 1913  Fram Reykjavík (1)
- 1914  Fram Reykjavík (2)
- 1915  Fram Reykjavík (3)
- 1916  Fram Reykjavík (4)
- 1917  Fram Reykjavík (5)
- 1918  Fram Reykjavík (6)
- 1919  KR Reykjavík (2)
- 1920  Víkingur (1)
- 1921  Fram Reykjavík (7)
- 1922  Fram Reykjavík (8)
- 1923  Fram Reykjavík (9)
- 1924  Víkingur (2)
- 1925  Fram Reykjavík (10)
- 1926  KR Reykjavík (3)
- 1927  KR Reykjavík (4)
- 1928  KR Reykjavík (5)
- 1929  KR Reykjavík (6)
- 1930  Valur (1)
- 1931  KR Reykjavík (7)
- 1932  KR Reykjavík (8)
- 1933  Valur (2)
- 1934  KR Reykjavík (9)
- 1935  Valur (3)
- 1936  Valur (4)
- 1937  Valur (5)
- 1938  Valur (6)
- 1939  Fram Reykjavík (11)
- 1940  Valur (7)
- 1941  KR Reykjavík (10)
- 1942  Valur (8)
- 1943  Valur (9)
- 1944  Valur (10)
- 1945  Valur (11)
- 1946  Fram Reykjavík (12)
- 1947  Fram Reykjavík (13)
- 1948  KR Reykjavík (11)
- 1949  KR Reykjavík (12)
- 1950  KR Reykjavík (13)
- 1951  ÍA Akraness (1)
- 1952  KR Reykjavík (14)
- 1953  ÍA Akraness (2)
- 1954  ÍA Akraness (3)
- 1955  KR Reykjavík (15)
- 1956  Valur (12)
- 1957  ÍA Akraness (4)
- 1958  ÍA Akraness (5)
- 1959  KR Reykjavík (16)
- 1960  ÍA Akraness (6)
- 1961  KR Reykjavík (17)
- 1962  Fram Reykjavík (14)
- 1963  KR Reykjavík (18)
- 1964  Keflavík (1)
- 1965  KR Reykjavík (19)
- 1966  Valur (13)
- 1967  Valur (14)
- 1968  KR Reykjavík (20)
- 1969  Keflavík (2)
- 1970  ÍA Akraness (7)
- 1971  Keflavík (3)
- 1972  Fram Reykjavík (15)
- 1973  Keflavík (4)
- 1974  ÍA Akraness (8)
- 1975  ÍA Akraness (9)
- 1976  Valur (15)
- 1977  ÍA Akraness (10)
- 1978  Valur (16)
- 1979  ÍBV Vestmannæyja (1)
- 1980  Valur (17)
- 1981  Víkingur (3)
- 1982  Víkingur (4)
- 1983  ÍA Akraness (11)
- 1984  ÍA Akraness (12)
- 1985  Valur (18)
- 1986  Fram Reykjavík (16)
- 1987  Valur (19)
- 1988  Fram Reykjavík (17)
- 1989  KA Akureyri (1)
- 1990  Fram Reykjavík (18)
- 1991  Víkingur (5)
- 1992  ÍA Akraness (13)
- 1993  ÍA Akraness (14)
- 1994  ÍA Akraness (15)
- 1995  ÍA Akraness (16)
- 1996  ÍA Akraness (17)
- 1997  ÍBV Vestmannæyja (2)
- 1998  ÍBV Vestmannæyja (3)
- 1999  KR Reykjavík (21)
- 2000  KR Reykjavík (22)
- 2001  ÍA Akraness (18)
- 2002  KR Reykjavík (23)
- 2003  KR Reykjavík (24)
- 2004  FH Hafnarfjörður (1)
- 2005  FH Hafnarfjörður (2)
- 2006  FH Hafnarfjörður (3)
- 2007  Valur (20)
- 2008  FH Hafnarfjörður (4)
- 2009  FH Hafnarfjörður (5)
- 2010  Breiðablik (1)
- 2011  KR Reykjavík (25)
- 2012  FH Hafnarfjörður (6)
- 2013  KR Reykjavík (26)
- 2014  Stjarnan (1)
- 2015  FH Hafnarfjörður (7)
- 2016  FH Hafnarfjörður (8)
- 2017  Valur (21)
- 2018  Valur (22)
- 2019  KR Reykjavík (27)
- 2020  Valur (23)
- 2021  Víkingur (6)
- 2022  Breiðablik (2)
- 2023  Víkingur (7)
- 2024  Breiðablik (3)

### Vittorie per squadra
| Club             | Vittorie | Stagioni |
| ---------------- | -------- | --- |
| KR Reykjavík     | 27       | 1912, 1919, 1926, 1927, 1928, 1929, 1931, 1932, 1934, 1941, 1948, 1949, 1950, 1952, 1955, 1959, 1961, 1963, 1965, 1968, 1999, 2000, 2002, 2003, 2011, 2013, 2019 |
| Valur            | 23       | 1930, 1933, 1935, 1936, 1937, 1938, 1940, 1942, 1943, 1944, 1945, 1956, 1966, 1967, 1976, 1978, 1980, 1985, 1987, 2007, 2017, 2018, 2020                         |
| Fram Reykjavík   | 18       | 1913, 1914, 1915, 1916, 1917, 1918, 1921, 1922, 1923, 1925, 1939, 1946, 1947, 1962, 1972, 1986, 1988, 1990                                                       |
| ÍA Akraness      | 18       | 1951, 1953, 1954, 1957, 1958, 1960, 1970, 1974, 1975, 1977, 1983, 1984, 1992, 1993, 1994, 1995, 1996, 2001                                                       |
| FH Hafnarfjörður | 8        | 2004, 2005, 2006, 2008, 2009, 2012, 2015, 2016 |
| Víkingur         | 7        | 1920, 1924, 1981, 1982, 1991, 2021, 2023 |
| Keflavík         | 4        | 1964, 1969, 1971, 1973 |
| ÍBV Vestmannæyja | 3        | 1979, 1997, 1998 |
| Breiðablik       | 3        | 2010, 2022, 2024 |
| KA Akureyri      | 1        | 1989 |
| Stjarnan         | 1        | 2014 |